# Внутрішній Китай

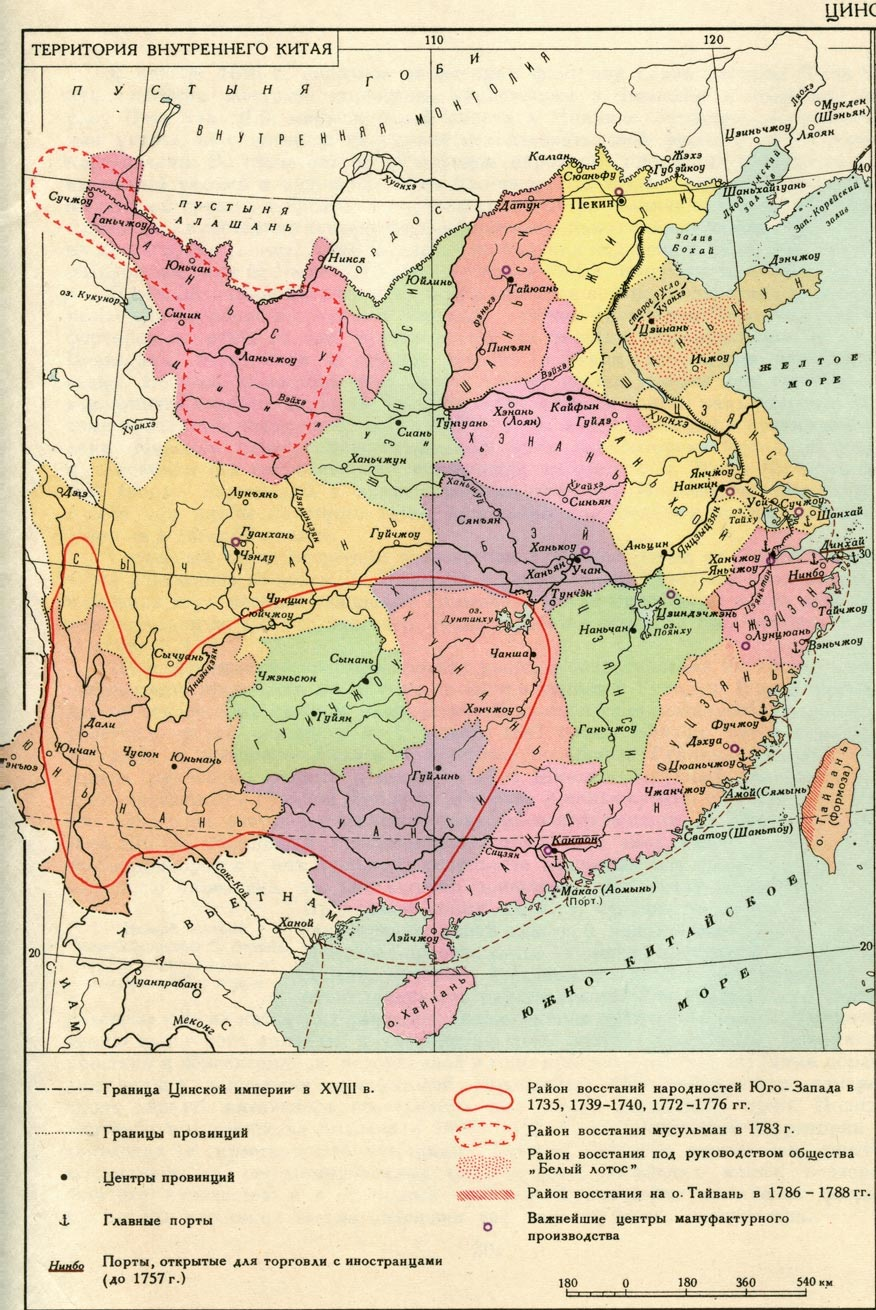
18 провінцій Внутрішнього Китаю у 1875 році перед від'єднання Тайваню від Фуцзянь у 1885 році й приєднання його Японією у 1895 році.

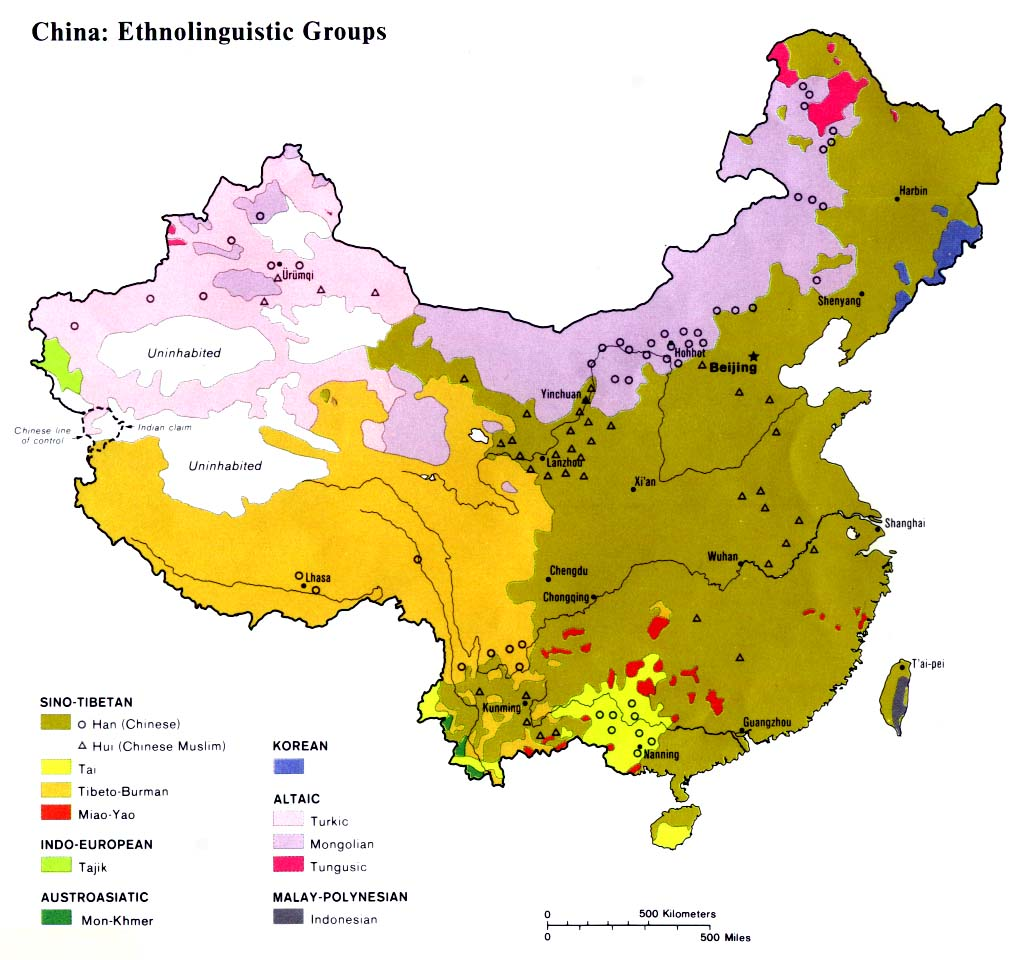
Приблизне поширення народу хань затемнено коричневим кольором.

Внутрішній Китай, Застінний Китай (у російській літературі), Власне Китай (у англомовній літературі) — історичні землі Китаю, де китайці є основною етнічною групою, на відміну від зовнішніх країв Китаю. Внутрішній, Власне Китай був відокремлений від Зовнішнього Китаю на півночі Великим китайським муром, тому у східноєвропейській історіографії він називався застінним.
Землі, що розглядаються поза власне Китаєм (відомий як Зовнішний Китай) включають Сіньцзян-Уйгурію (Східний Туркестан), Тибет, Маньчжурію й Внутрішню Монголію.
Площа Внутрышнього Китаю становить близько 3900 тисяч км².
Термін Власне Китай був уведений у західну історіографію Вилліямом Винтерботам у 1795 році (є дані що термін був вживаний раніше) при описанні Китайську імперію Цін він розділив її на три складові: Власне Китай, Китайська Тартарія (Татарія) й Держави данники Китаю. Винтерботам використовував для означення Власне Китаю застарілі 15 провінцій династії Мін, яка використовувалася Цін до 1662 року.
За причиною останньої чисто-китайської династії Мін, поділ на Власне Китай й Зовнішній Китай мав сенс за етнічною й лінгвістичною територією поширення титулованої корінної нації й її мови.